# Achille Grégoire
Pour les articles homonymes, voir Grégoire.
Achille Grégoire, né le 8 mai 1801 à Paris, et mort le 20 septembre 1873 dans le 9e arrondissement de Paris, est un écrivain, journaliste et auteur dramatique français.

## Biographie
Imprimeur et rédacteur du quotidien Le National, il est surtout connu pour sa collaboration avec Emmanuel Théaulon pour la pièce Le bal champêtre au cinquième étage ou Rigolard chez lui, jouée pour la première fois au Théâtre des Nouveautés le 23 janvier 1830. En 1834 il est breveté d'imprimeur en succession de Jean-Nicolas Chaignieau. En 1838, il fait faillite et vend son brevet d'imprimeur à Mardochée Lange-Lévy qui travaille pour Michel Lévy frères, devenu la maison d'édition Calmann-Lévy.
Il est aussi connu pour avoir été un des deux témoins (avec Hervas) d'Armand Carrel lors du duel où ce dernier fut tué.
En 1848, il est cité dans le journal l'Evénement comme préfet de la Haute-Saône . Mais cela se situe dans le contexte de plaisanteries qui circulent dans les salons parisiens contre Le National et rien ne confirme ce préfectorat.

## Œuvres
- Rantzau ou la Monomanie : chronique danoise, roman, 4 vol, 1829
- Le Bal champêtre au cinquième étage ou Rigolard chez lui, tableau-vaudeville en un acte, avec Emmanuel Théaulon, 1830 [10].
- Mémoires de l'exécuteur des hautes œuvres, pour servir à l'histoire de Paris pendant le règne de la Terreur, 1830